# Buitenvelder

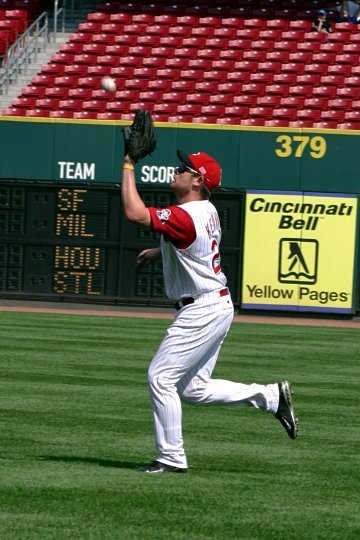
Buitenvelder Austin Kearns vangt een hooggeslagen bal

Een buitenvelder of verrevelder is een honkballer of softballer die op een van de drie posities staat in het buitenveld tijdens een wedstrijd.
Er zijn drie buitenveldposities, linksvelder, midvelder en rechtsvelder. Deze drie spelers staan op het grasgedeelte dat zich achter het binnenveld, dus buiten de honken bevindt. Hun functie is het vangen of opvangen van ver geslagen ballen door de slagman van de tegenpartij en die zo snel mogelijk doorspelen naar een collega in het binnenveld, zodat daar een speler van de tegenpartij mee uitgetikt of uitgemaakt kan worden of voorkomen kan worden dat deze naar een volgend honk kan komen. Het buitenveld is de defensie van een honkbalteam.
Een buitenvelder dient een zeer sterke gooikracht te bezitten want moet in staat zijn om de bal snel en zuiver terug te krijgen naar het binnenveld. Ook is een zeer snel sprintvermogen benodigd omdat er in korte tijd naar een ver geslagen bal gerend dient te worden om deze te kunnen opvangen. Een buitenvelder is getraind in het kunnen vangen van zeer hoog geslagen ballen.